# Frank van Dulmen
Frank van Dulmen (Didam, 12 januari 1980) is een Nederlands voormalig wielrenner. Hij reed voor onder meer Bankgiroloterij en Rabobank CT. Hij won enkel twee criteriums.
Zijn jongere broer Thom van Dulmen was eveneens beroepsrenner.

## Resultaten in voornaamste wedstrijden
|      | \| Jaar \| Parijs-Roubaix \| \| ---- \| -------------- \| \| 2004 \| opgave \| |
| Jaar | Parijs-Roubaix                                                                 |
| 2004 | opgave                                                                         |